# 张先正
张先正，中华人民共和国教育部长江学者特聘教授，武汉大学教授、博士生导师，主要从事生物医用高分子材料研究。

## 生平
张先正于1994年毕业于武汉大学，获学士学位，1997年获该校硕士学位，2000年获博士学位。2001年至2004年在康奈尔大学从事博士后研究。2004年9月起任武汉大学化学与分子科学学院教授，现任生物医用高分子材料教育部重点实验室主任。

## 社会兼职
- 中国生物材料学会理事
- 《高分子学报》编委